# John Perkins
John Perkins (* 28. leden 1945, Hanover, New Hampshire) je americký aktivista, spisovatel literatury faktu a podle svých vlastních též bývalý tzv. lovec ekonomik.

## Život
Narodil se do středostavovské puritánské a konzervativní rodiny učitelky latiny na střední škole a poručíka u námořnictva, který po zranění ve druhé světové válce přešel učit jazyky na chlapecké internátní škole v Tilltonu, NH. Mladý John v dětství svému otci ve škole vypomáhal a ve čtrnácti letech do ní nastoupil. V osmnácti nastoupil do Middleberry college ve Vermontu, kde zpočátku získal sportovní stipendium, které ale pro pozdější zhoršení prospěchu ztratil a v polovině druhého ročníku studium ukončil. Odešel do Bostonu v Massachusetts, kde chvíli pracoval u novin, poté se zapsal na tamní univerzitu na bakalářské studium ekonomie a řízení. Studium dokončil v roce 1968, ještě o rok dříve se oženil se svou první ženou, Ann. Ještě na univerzitě nastoupil do Mírových sborů jako dobrovolník a byl vyslán do Ekvádoru. Tam se setkal s Einarem Grevem, zástupcem společnosti Chas. T. Main, a po ekvádorské misi jím byl John v roce 1971 do této firmy přijat, aby pro Světovou banku vypracovával odhady vývoje tamních ekonomik a proveditelnosti potenciálních velkých projektů nadnárodních korporací.

### Kariéra
John Perkins, jako bývalý hlavní ekonomický strategicko-konzultantské firmy Chas. T. Main Inc. podle svých slov, získal speciální průpravu na pozici ekonomického vyjednavače („Hit Mana“) v otázkách makroekonomiky rozvojových zemí u americké vládní agentury NSA a vykonával ji po dobu 10 let.

## Dílo

### Zpověď lovce ekonomik
Jeho asi nejznámější kniha se jmenuje Confessions of an Economic Hit Man (v češtině vydáno jako Zpověď lovce ekonomik) a zabývá se z pohledu experta na ekonomiku, vládou pověřeného (avšak soukromého) vyjednavače praktikami při vyjednávání se zeměmi třetího světa v obchodní a strategické spolupráci s vládou USA a největšími americkými korporacemi. Typické jednání se podle Perkinse v první fázi zabíralo možnostmi investic amerického kapitálu do dané země, zvyšovat její státní dluh vysokoúrokovými půjčkami na jeho splácení až na úroveň, kdy je pro stát velmi těžké jej vůbec umořit a stále víc se dostává do vlivu svých věřitelů (např. hlasování v OSN, legislativě příznivé pro zahraniční podnikatelské subjekty, apod.).
Perkins dodává, že pokud jednání lovců ekonomik selže, mohou snahy americké vlády pokračovat druhou popř. třetí fází. Druhou fází, kterou Perkins nazývá šakali, je atentát na hlavu daného státu a následné dosazení loutkového prezidenta nebo panovníka. V knize popisuje několik tragických nehod hlav států, například havárií letadel, u kterých tvrdí, že se jednalo o práci šakalů. Pokud se i tato fáze setká s neúspěchem, následuje jako konečné řešení intervence ze strany americké armády. O třetí fázi v knize mluví v případu Saddáma Hussajna.
O své práci lovce ekonomik mluvil Perkins i jako respondent v dokumentu Zeitgeist: Addendum, především z období 70. a 80. let. Za poslední zásah dle scénáře, který popisuje v knize Zpovědi lovce ekonomik, označil pokus o svrhnutí Hugo Cháveze v roce 2002.

#### PřijetíConfessions of an Economic Hit Man
Knihu Confessions of an Economic Hit Man odmítlo publikovat 30 nakladatelství, ale nakonec se ihned stala jednou z nejprodávanější knih na amazon.com, a následně bestsellerem v žebříčku New York Times, kde strávila téměř rok a čtvrt.
Profesor Harvardovy univerzity, John E. Mack, ve svém zhodnocení o knize napsal: „[Je to] jeden z nejdůležitějších příběhů naší doby… práce s velkým proniknutím k podstatě věci, morální odvahy a transformační hloubky… ukazující odvrácenou stranu nemilosrdnosti, s kterou Spojené státy používají ekonomickou manipulaci a politický nátlak k rozšíření moci a ovládnutí jiných národů“.

### Tajné dějiny amerického impéria
V jeho další knize, The Secret History of the American Empire (Tajné dějiny amerického impéria) vyostřuje obvinění proti nadnárodním korporacím a jejich vlivu na ekonomiky a životní prostředí chudých zemí, ale současně navrhuje způsoby, jak přimět tyto korporace k lepšímu chování.

## Osobní postoje
Perkins píše „pouze z vlastní zkušenosti“ (nepovažuje se za intelektuála) a tvrzení ve svých knihách podporuje tím, že občas se přijímá rozhovory (např. na Democracy Now!) nebo pozvání, aby o tématu promluvil před určitou skupinou a poté případně odpovídal na dotazy z obecenstva.
Používá termín korporatokracie, který zapadá do práce popisovanou v jeho knihách a kombinuje jak strategie mocných korporací v honbě za zisky z celostátních projektů, k získání jejichž kontraktů využívají špinavých praktik, ale i služeb armády a výzvědných služeb.
Při jedné diskusi s diváky se Perkins snažil demýtizovat všeobecně přijímanou tezi, že smyslem existence korporací musí nezbytně být generování zisku – podle Perkinse je i předpoklad nahlížení na nadnárodní korporace jako na „žraloky finančního trhu“ scestný – podle jeho vlastních slov v čele takových korporací stojí obyčejní příčetní lidé, s mnohým z nichž se osobně setkal, a je v silách jednotlivce nebo i menší skupiny dosáhnout změny.